# BreadTube
BreadTube hay LeftTube là một nhóm các nhà sáng tạo nội dung (content creator) không có liên hệ mật thiết với nhau và không chính thống, chuyên sản xuất các nội dung ở dạng bài luận video và livestream về các vấn đề xã hội đứng ở lập trường chủ nghĩa xã hội, chủ nghĩa dân chủ xã hội, chủ nghĩa cộng sản, chủ nghĩa vô trị và các hệ tư tưởng cánh tả khác. Các nhà sáng tạo nội dung BreadTube thường đăng nội dung của mình trên YouTube và sau đó tiếp tục được thảo luận trên các diễn đàn trực tuyến khác, chẳng hạn như Reddit.